# 61-4440型铁路客车
61-4440型铁路客车是俄罗斯铁路一种新型的装有空调系统的卧铺鐵路客車，由特维尔车辆制造厂生产，构造速度160km/h，定员36人，车体标记为（俄語，音「滅死特」，義「定員」）。该车型由1998年制造的61-4179型铁路客车衍生而来，2008年开始生产，目前主要用于长途旅客列车及部分国际列车，部分品牌列车也使用此车型，例如俄罗斯号。

## 所有型号
- 61-4440：包厢式卧铺车（定员36人或18人）
  - 61-4440.01：36人软卧车
  - 61-4440.02：36人软卧车
  - 61-4440.03：18人高级软卧车
  - 61-4440.08：36人软卧车

- 61-4445：软卧车（定员26人）
  - 61-4445.01：软卧车（定员26人）

- 61-4447：硬卧车（定员54人）
  - 61-4447.01：硬卧车（定员54人）
  - 61-4447.03：高寒型硬卧车（定员54人）
  - 61-4447.06：硬卧车（定员54人）

- 61-4458：软座车（定员60人）
  - 61-4458.01：软座车（定员40人)

- 61-4460：餐车